# Veľký Lom
Veľký Lom é um município da Eslováquia, situado no distrito de Veľký Krtíš, na região de Banská Bystrica. Tem 10,64 km² de área e sua população em 2018 foi estimada em 162 habitantes.

## Demografia
| Ano:        | 1994 | 2004   | 2014    | 2024    |
| ----------- | ---- | ------ | ------- | ------- |
| Broj ljudi: | 232  | 220    | 195     | 132     |
| Razlika:    |      | -5,17% | -11,36% | -32,30% |

| Ano:               | 2023 | 2024 |
| ------------------ | ---- | ---- |
| Número de pessoas: | 132  | 132  |
| Diferença:         |      | +0%  |